# Sophie Colsman

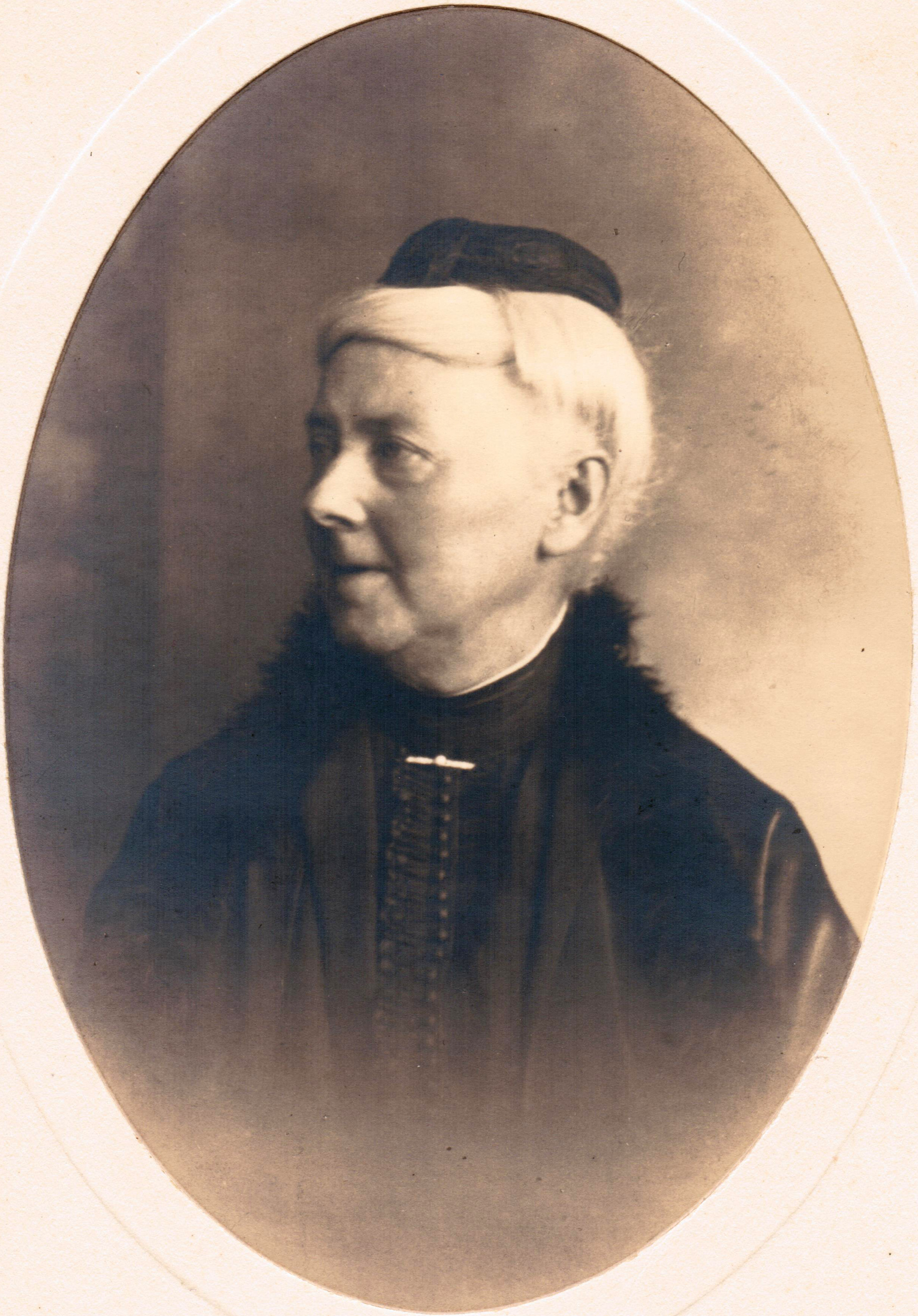
Sophie Colsman geb. Feldhoff 1847–1927

Sophie Colsman (* 25. November 1847; † 23. Oktober 1927) war eine deutsche Philanthropin.

## Werdegang
Sophie Feldhoff war eine Tochter des Langenberger Seidenfabrikanten Friedrich August Feldhoff (1801–1873) und seiner zweiten Frau Theodora Christiana Kalkhoff (1817–1893). 1870 heiratete sie Adalbert Colsman (1839–1917), Teilhaber der Seidenweberei Gebrüder Colsman in Langenberg (Rheinland).
Mit ihrem Mann machte sie zahlreiche philanthropische Stiftungen, unter anderem das Bürgerhaus in Langenberg und den neuen evangelischen Friedhof mit Friedhofskapelle in Langenberg. 1923 stiftete sie das altbergische Patrizierhaus „Der Engel“ der Inneren Mission als Altenheim und auch ihr Wohnhaus „Die Au“ samt Inventar sollte nach Tode der Stiftung zufallen und verkauft werden. Die Stiftung trägt bestimmungsgemäß zum Andenken an ihre früh verstorbene Schwester Elisabeth Feldhoff den Namen „Elisabethstift“. Nach der Verlegung des Sitzes der Inneren Mission von Langenberg nach Düsseldorf wurde die Stiftung in die Trägerschaft des Langenberger Krankenhausvereins übertragen
Das Ehepaar hatte keine eigenen Kinder. Die Tochter des finnischen Afrikamissionars Botolf Bernhard Björklund, Johanna Björklund (1875–1936) wurde im Hause aufgenommen und aufgezogen.